# Wülpker Egge
Die Wülpker Egge ist ein 282 m ü. NHN hoher Berg im Wesergebirge im Kreis Minden-Lübbecke im Stadtgebiet der ostwestfälischen Stadt Porta Westfalica.

## Lage
Die Wülpker Egge liegt als Egge im Wesergebirge oberhalb der Ortschaft Wülpke. Durch die Kammartige Struktur des Wesergebirges fällt hier vor allem der Bergbau durch die Firma Barbara Erzbergbau im  Tagebau Wülpker Egge auf, der die Landschaft sehr verändert. Etwas südlich verläuft der Weserberglandweg und der Mühlensteig, die im Bereich des Tagebaus durch Rutschungsgefahr ein paar mal verlegt werden mussten.